# Dourgavati
Rani Durgâvatî (Kalinjar (en), 5 octobre 1524 – près de Narmadâ, 24 juin 1564) est une reine gond issue de la famille impériale rajput des Chandel et de confession hindoue. En épousant Dalpat Shah de la dynastie des Gond, ceux-ci et les Chandel sont rapprochés.
Durgavati devient régente à la mort de Dalpat Shah autour de 1550. Elle règne quinze années avant de trouver la mort au combat en 1564 en s'opposant au général du Moghol Akbar, Asaf Khan, qui conquiert ainsi le Gondwâna qui passe à l'Empire moghol.

## Postérité
Le train reliant Jabalpur Junction (en) et Jammu porte son nom ; il s'agit du Durgavati Express (en). La Rani Durgavati University (en) a aussi été nommée en son honneur.